# فرلاگ دی شمیده

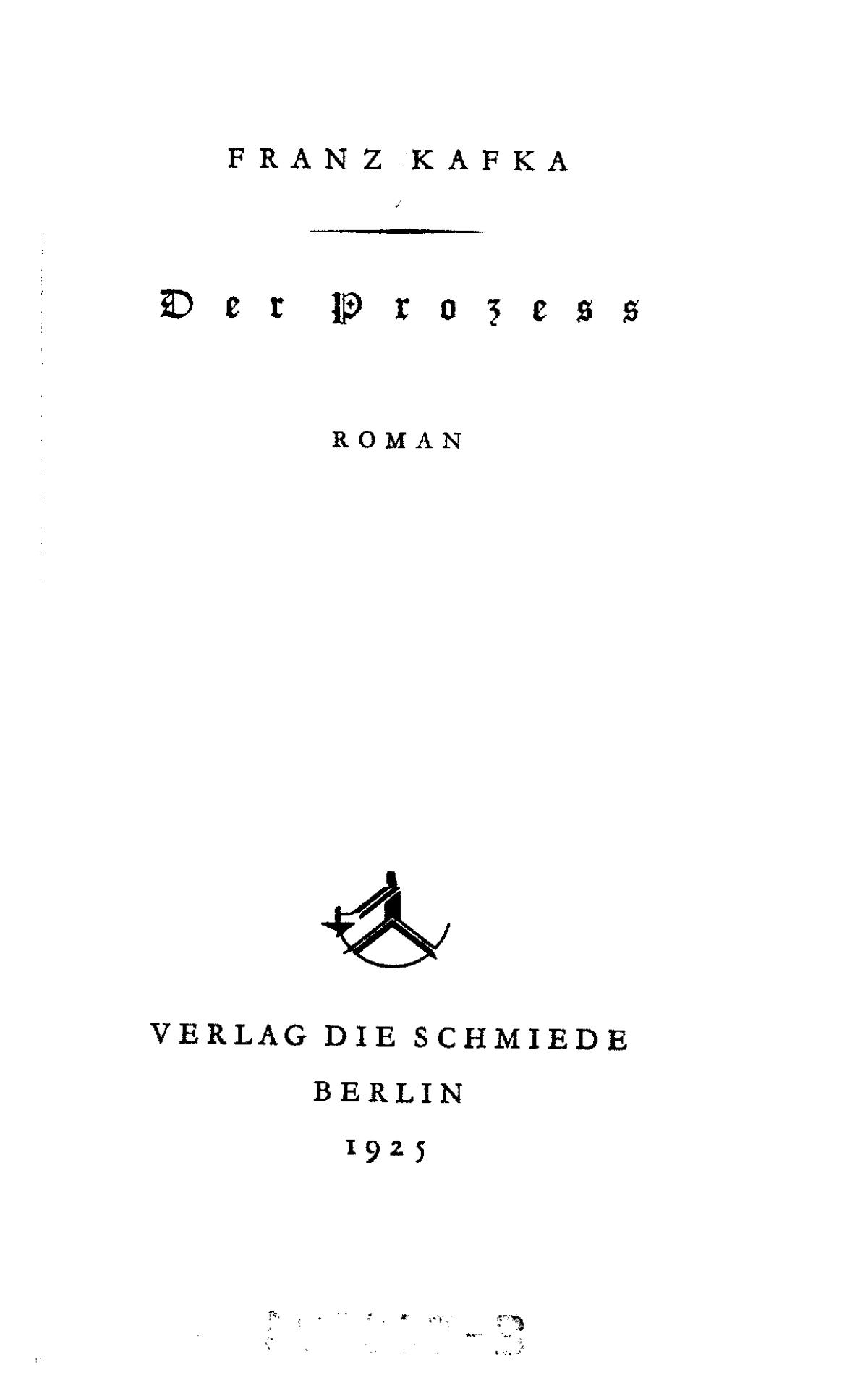
رمانی از کافکا که توسط انتشارات به چاپ رسیده

ورلاگ دای شماید یک انتشارات آوانگارد ادبیاتی به سال ۱۹۲۰ در برلین بود. از جمله افراد سرشناسی که آثارشان به دست این انتشارات چاپ شد می‌شود از فرانتس کافکا، یوزف رت، آلفرد دوبلین و بسیاری دیگر نام برد. بسیاری از طرح جلدهای این انتشارات توسط جورج سلتر که بعداً به ایالات متحده مهاجرت کرد کار می‌شد. مجموعه داستان هنرمند گرسنگی و رمان محاکمه کافکا اولین بار توسط این انتشارات به چاپ رسید.